# Кифяк, Ольга Петровна
Ольга Петровна Кифяк (род. 24 апреля 1984 года, Киев, Украинская ССР, СССР) — украинская артистка балета, 1-я солистка Национального Академического театра Оперы и Балета Украины имени Т. Г. Шевченко (с 2001). Заслуженная артистка Украины с 2012.

## Биография
Родилась 24 апреля 1984 года в семье инженеров в Киеве. Отец — Кифяк Петр Иванович (1950 г.р.), мать — Кифяк Феодосия Ананиевна (1950 г.р.). С 5 лет посещала балетную студию, занималась прыжками на батуте, плаванием.
В 1991—1997 училась в детской музыкальной школе № 27 г. Киева по классу фортепиано.
В 1995 году поступила в хореографическую школу «Кияночка».
В 1998 году поступила в Украинскую Академию танца (педагог А. Г. Кальченко, Заслуженная артистка Украины. Основатель «Украинской Академии Балета» Архивная копия от 6 марта 2019 на Wayback Machine.)
В 2001 году окончила полный курс Украинской Академии танца по специальности хореография, присвоена квалификация артистка балета.
В этом же году получила диплом с отличием Международного Славянского университета по специальности хореография.
В 2001 году окончила среднюю общеобразовательную школу № 84 г. Киева.
В 2002 поступила в Херсонский государственный университет. В 2006 окончила университет с присвоением квалификации учителя хореографии, эстетики, художественной культуры.
С 2001 года работает в Национальном Академическом театре Оперы и Балета Украины им. Т. Г. Шевченка.

##### Семья
- Отец — Кифяк Петр Иванович (1950 г.р.- 2022)
- Мать — Кифяк Феодосия Ананиевна (1950 г.р.)
- Брат — Кифяк Дмитрий Петрович (1979 г.р.- 2022)
- Брат — Кифяк Павел Петрович (1983 г.р.)
- Сестра — Кифяк Надежда Петровна (ныне Kramer) (1984 г.р.)
- Племянница — Kramer Nicole (2014 г.р.)
- Племянник — Кифяк Лука Дмитриевич (2016 г.р.)

## Награды и премии
- Лауреат IV Международного фестиваля-конкурса «Танец 21 века» (апрель 2000)[3]
- Лауреат конкурса-фестиваля «Лотос» (март 2001)
- Дипломант IV Международного конкурса (Вена, Австрия) — диплом (апрель 2001)
- Лауреат I Международного фестиваля им. Вацлава Нижинского (март 2001)
- Лауреат IV Международного конкурса им. Сержа Лифаря — III премия (май 2002)
- Лауреат V-го Международного конкурса (Вена, Австрия) — II премия (апрель 2004)
- Лауреат Международного конкурса «Premio Roma» — I премия (июль 2004)[4][5]
- Лауреат VII-го Международного фестиваля-конкурса (танец XXI века) — I премия за классический танец, I премия — модерн (апрель 2004)
- Лауреат I-го Международного конкурса им. Ю. Григоровича «Молодой Балет Мира» — III премия (сентябрь 2006)
- Лауреат VI-го Международного конкурса им. Сержа Лифаря — II премия (апрель 2006)[6][7]

## Творчество
В репертуаре балерины ― крупнейшие партии классического балета, а также множество партий в современных балетах. Критики отмечают у Ольги Кифяк виртуозную технику, «явно выраженную одаренность, упорство в достижении цели. Творческая смелость обеспечили ей заслуги в танцевальных форумах и признание балетного сообщества».
Ольга Кифяк — техничная балерина с солидным послужным списком. Ей присуща жесткая, но уверенная сценическая манера подачи себя, старательность в работе над образом.

#### Балетные партии
- «Баядерка» — Гамзати[8]
- «Дон Кихот» — Китри, Уличная танцовщица[8]
- «Лебединое озеро» — Одетта и Одиллия[11]
- «Спартак» в хореографии В. Литвинова и А. И. Литвинова — Эгина[12]
- «Щелкунчик» — Клара (Маша)[13]
- «Корсар» — Медора, Гульнара[3]
- «Спящая красавица» — Аврора[12]
- Гран па из балета «Пахита» — Пахита[8]
- «Мастер и Маргарита» — Маргарита[14]
- «Белоснежка» — Белоснежка[15]
- «Жизель» — Мирта, Па-де-де[3]
- «Кармен-сюита» — Кармен хор. Н.Калининой[16]
- «Цезарь» — Кифридия[17]

## Участие в фестивалях
- Международный фестиваль «Молодые таланты» г. Прага, Чехия (апрель 1999);
- 3 Международный фестиваль «Танец 21 столетия» (апрель 2000 г.)[12];
- 1 Международный фестиваль Вацлава Нижинского (март 2001);
- Международный фестиваль «Звезды мирового балета» — 2003, 2006, 2008, 2009 г. (Мехико, Мексика; Милан, Италия[12];
- Турне с Анастасией Волочковой (март 2004 г.)[13];
- Галла Светланы Захаровой — 2006, 2008, 2009 г. Парма, Италия; Белград, Сербия; Токио, Япония; Барселона, Испания[8]
- Приглашенная балерина Балет Щелкунчик — Казань (25 февраля 2007 год)[13];
- В 2012 году участвовала в юбилейном туре по США со спектаклем Щелкунчик. В одном из спектаклей участвовала дочь Sasha президента США Barack Obama. На спектакле была вся семья и президент Barack Obama
- Участвовала в постановке балета Кармен. Хореография Надежды Калининой (2014 год) на муз.Бизе в редакции В.Войтека. В сотрудничестве «Franceconcert»[16].
- Участвовала в турне по Франции с гала-концертом «Operamania» (2015 февраль — апрель)[18]
- Участвовала в турне по США как приглашенная артистка балета с балетом «Лебединое озеро» (2015—2017)[19]
- В 2017 году была приглашена в Милан, Италия для участия в спектакле «Лебединое озеро» совместно с школой «Украинская Академия балета»[20].
- В 2017—2018 году участвовала в турне с балетом «Лебединое озеро», Китай, Индия (ноябрь — январь)[21]